# Mistrovství světa v zápasu ve volném stylu 1991
Mistrovství světa v zápasu ve volném stylu 1991 se uskutečnilo ve dvou zemích. Volný styl mužů v bulharské Varně a volný styl žen v japonském Tokiu.

## Volný styl muži
| Kategorie | Zlato               | Stříbro              | Bronz              |
| --------- | ------------------- | -------------------- | ------------------ |
| 48 kg     | Vugar Orujov        | Kim Il-ong           | Kim Čong-sin       |
| 52 kg     | Zeke Jones          | Valentin Jordanov    | Volodimir Toguzov  |
| 57 kg     | Sergey Smal         | Brad Penrith         | Ovajs Malláh       |
| 62 kg     | John Smith          | Giovanni Schillaci   | Gadzhi Rashidov    |
| 68 kg     | Arsen Fadzajev      | Chris Wilson         | Valentin Getzov    |
| 74 kg     | Amír'rezá Chádem    | Kenny Monday         | Nasir Gadzhikhanov |
| 82 kg     | Kevin Jackson       | Jozef Lohyňa         | Sabahattin Öztürk  |
| 90 kg     | Macharbek Chadarcev | Heraklis Deskoulidis | Roberto Limonta    |
| 100 kg    | Leri Chabelovi      | Mark Coleman         | Heiko Balz         |
| 130 kg    | Andreas Schröder    | Gennady Shiltsov     | Jeffrey Thue       |

### Volný styl ženy
| Kategorie | Zlato            | Stříbro          | Bronz             |
| --------- | ---------------- | ---------------- | ----------------- |
| 44 kg     | Zhong Xiue       | Marie Ziegler    | Shoko Yoshimura   |
| 47 kg     | Miju Jamamoto    | Pan Yanping      | Elisabeth Garcia  |
| 50 kg     | Martine Poupon   | Shannon Williams | Yoko Higashi      |
| 53 kg     | Zhang Xia        | Jošiko Endo      | Wendy Izaguirre   |
| 57 kg     | Olga Lugo        | Gudrun Høie      | Marine Roy        |
| 61 kg     | Brigitte Siffert | Kimie Hoshikawa  | Line Johansen     |
| 65 kg     | Akiko Iijima     | Ine Barlie       | Sylvie Thomé      |
| 70 kg     | Yayoi Urano      | Emmanuelle Blind | Mirna Martínez    |
| 75 kg     | Liu Dongfeng     | Jeun Kyung-Ran   | Liudmila Golikova |

## Týmové hodnocení
| Pořadí | Muži volný styl        | Muži volný styl | Ženy volný styl | Ženy volný styl |
| Pořadí | Tým                    | Body            | Tým             | Body            |
| ------ | ---------------------- | --------------- | --------------- | --------------- |
| 1      | Sovětský svaz          | 90              | Japonsko        | 74              |
| 2      | Spojené státy americké | 67              | Venezuela       | 56              |
| 3      | Irsko                  | 48              | Tchaj-wan       | 49              |